# Mr. Bolter's Niece
Mr. Bolter's Niece è un cortometraggio muto del 1913 diretto da Frederick A. Thomson.

## Produzione
Il film fu prodotto dalla Vitagraph Company of America.

## Distribuzione
Distribuito dalla General Film Company, il film - un cortometraggio in una bobina - uscì nelle sale cinematografiche statunitensi il 4 gennaio 1913. Nel Regno Unito, venne distribuito il 24 aprile 1913.